# Claes Ljungberg
Claes Robert Ljungberg, född den 25 februari 1821 i Norrköping, död den 10 maj 1908 i Stockholm, var en svensk militär.
Ljungberg var handelskontorist till 1842. Han blev student vid Uppsala universitet 1843, underkonduktör vid Ingenjörkåren 1845, konduktör samma år, underlöjtnant 1847, löjtnant 1853 kapten i armén 1858 och kapten vid Ingenjörkåren 1864. Ljungberg blev fortifikationsbefälhavare vid Slite 1855, vid Stockholms befästning 1858, i Karlskrona 1859, i Landskrona samma år, tillika i Kristianstad 1860, var arbetsbefälhavare på Karlsborg 1861–1862 och 1863–1864, blev fortifikationsbefälhavare på Karlsborg 1868 och på Vaxholms fästning 1869. Ljungberg befordrades till major vid Fortifikationen 1869 och till överste där 1873. Han var tillförordnad chef 1873–1875. Ljungberg beviljades avsked med tillstånd att kvarstå i reserven 1884 och avsked ur krigstjänsten 1886. Han var biträdande arkitekt i Fångvårdsstyrelsen 1881–1890. Ljungberg invaldes som ledamot av Krigsvetenskapsakademien av andra klassen 1869 och av första klassen 1896. Han blev riddare av Svärdsorden 1869 och kommendör av första klassen av samma orden 1882.